# Adang Buom
Adang Buom is een bestuurslaag in het regentschap Alor van de provincie Oost-Nusa Tenggara, Indonesië. Adang Buom telt 1578 inwoners (volkstelling 2010).